# Багринові
Багринові, лаконосні, фітолакові (Phytolaccaceae) — родина квіткових рослин, котра містить 4 роди і 32 види, поширених в тропічних і тепло-помірних регіонах, особливо в Неотропіках і Південній Африці.

## Опис
Трави (як правило), або дерева, кущі або ліани. Рослини більш-менш соковиті, або несоковиті. Мезофітні або ксерофітні. Листки прості, чергові, цілісні; прилистки відсутні або крихітні. Суцвіття прикінцеві, пахвові. Квіти дрібні, двостатеві або рідко одностатеві, актиноморфні, рідко зигоморфні. Фрукти м'ясисті або сухі, ягоди або кістянки, рідко капсули. Насіння ниркоподібне або сплюснуте, мале.

## Галерея

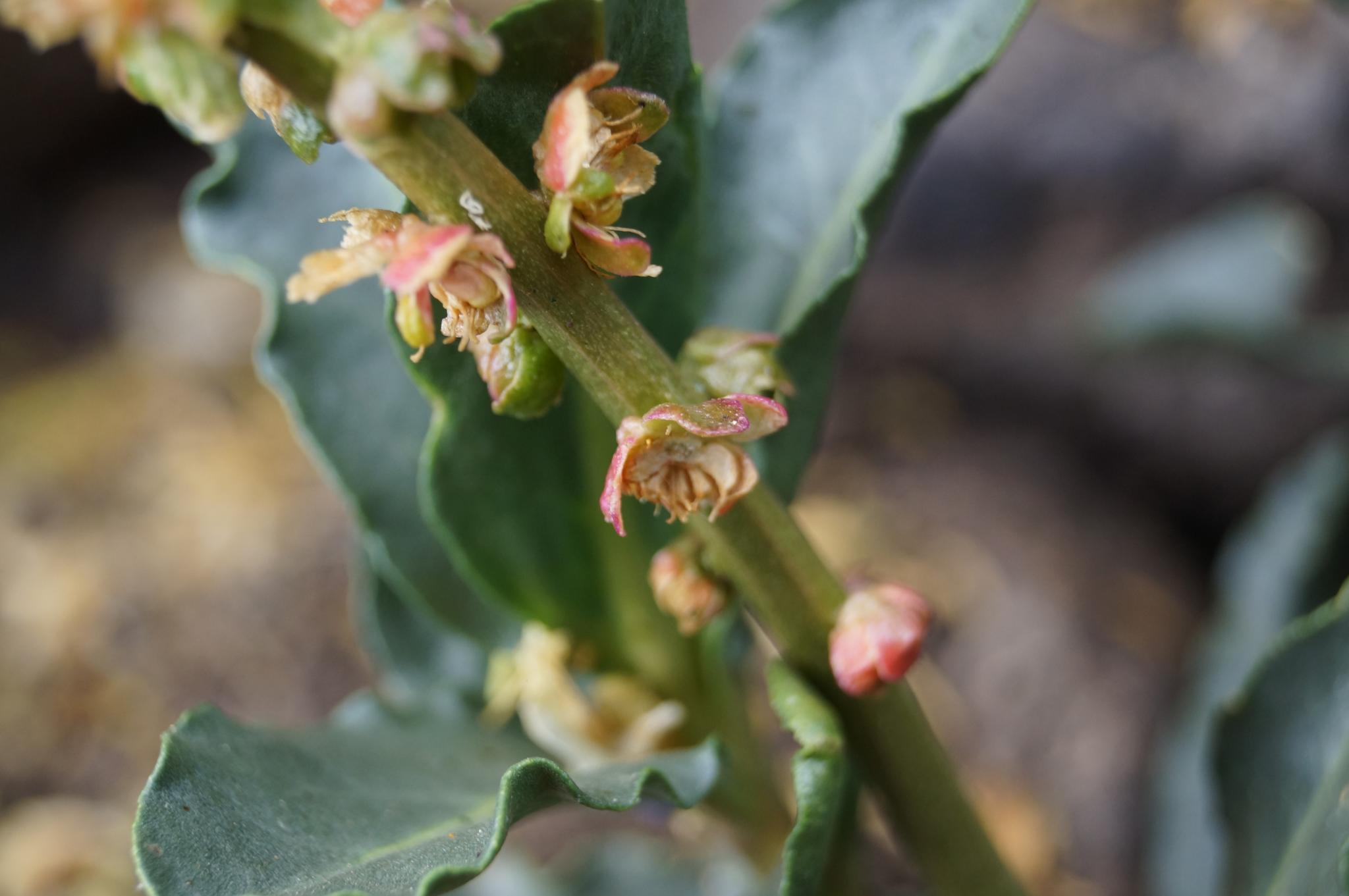
Anisomeria coriacea
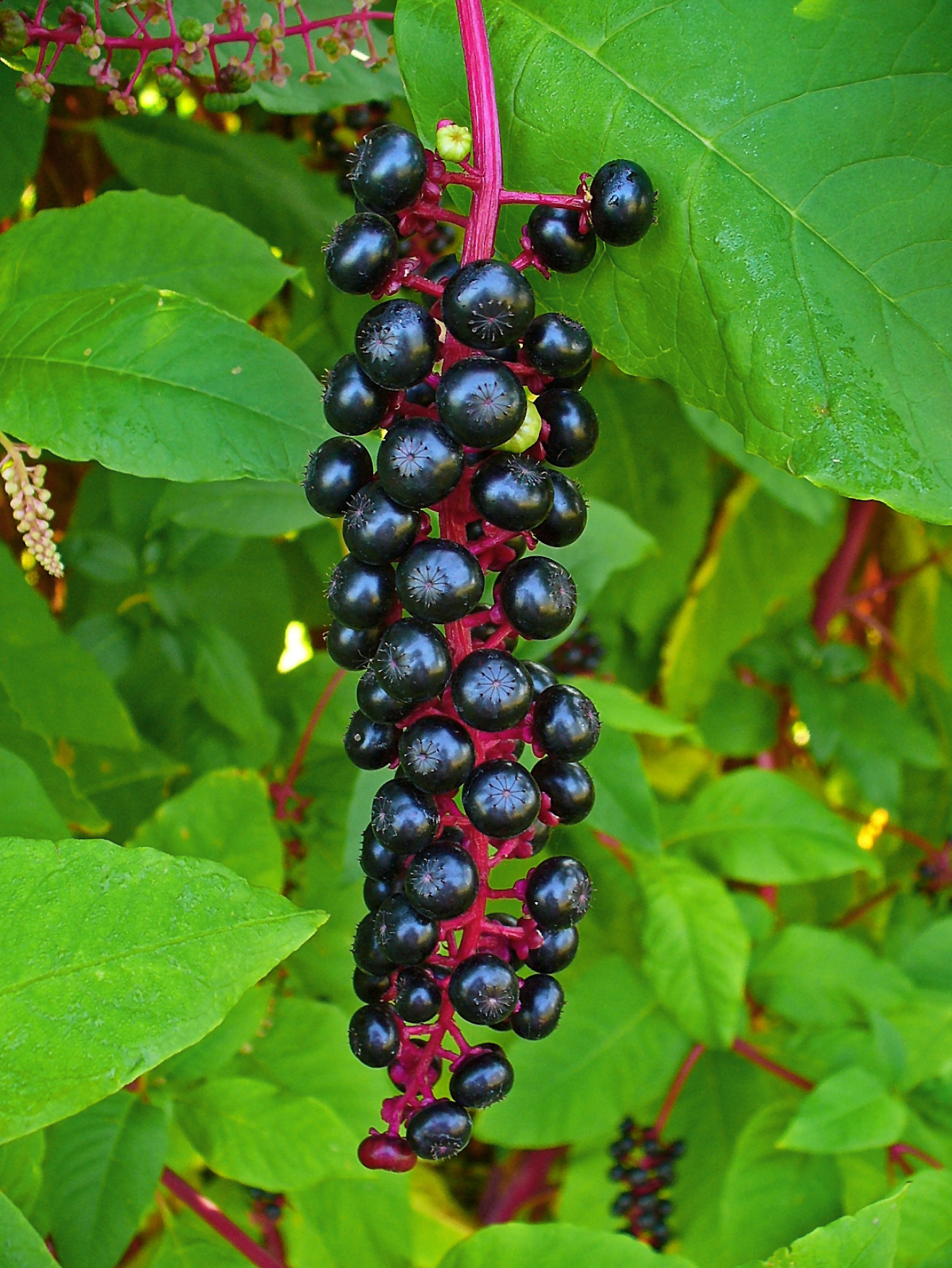
Phytolacca americana
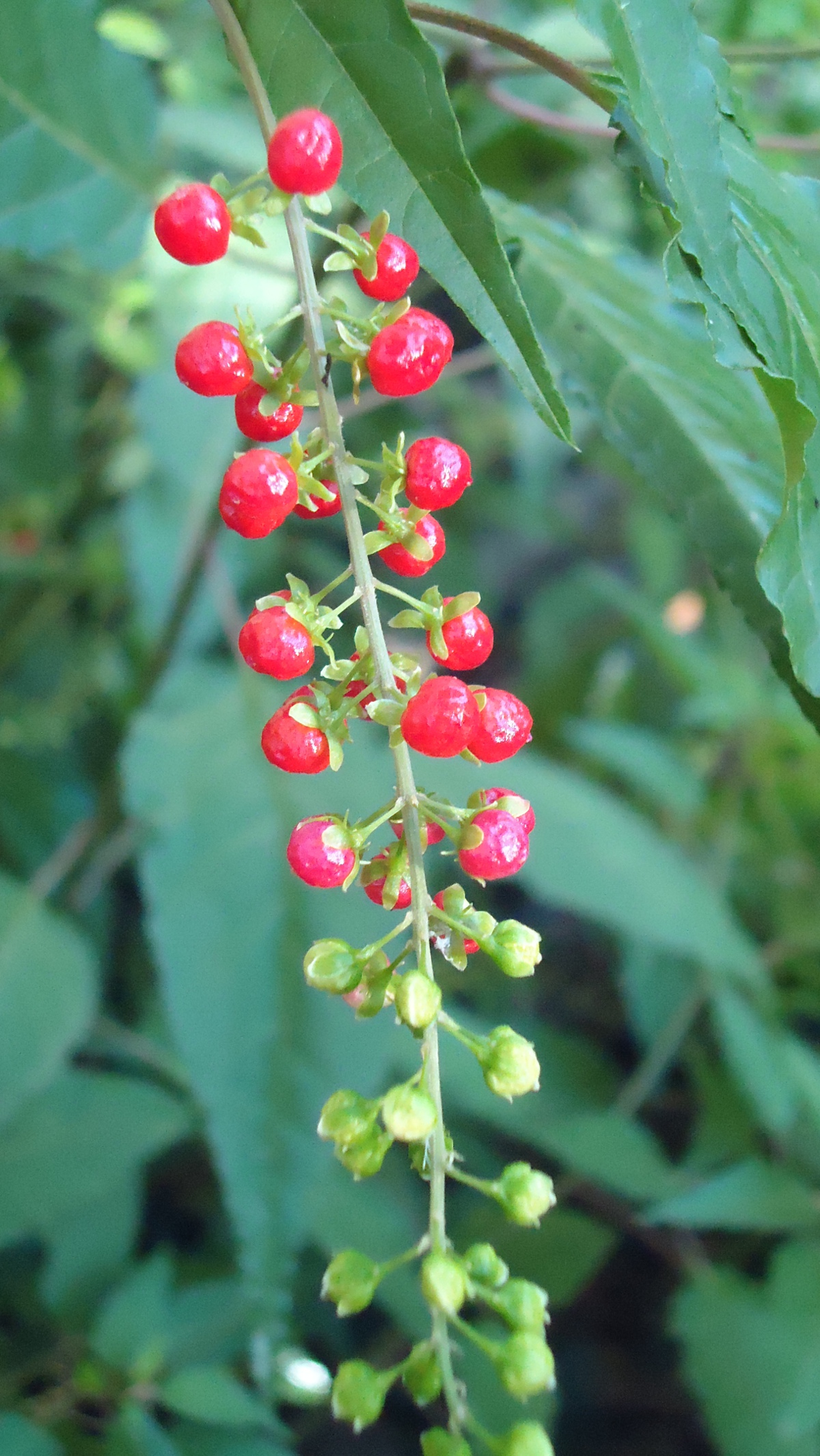
Rivina humilis